# Matratzen
Matratzen ist ein mittellanger Film von Florian Schmitz und Thomas Empl aus dem Jahr 2022.
Die Uraufführung fand am 20. Januar 2022 im Wettbewerb des 43. Filmfestivals Max Ophüls Preis statt.

## Handlung
Leutnant schafft es nicht mehr, morgens aufzustehen: ein Mann, dem etwas abhandengekommen ist, ein Mann ohne geistiges Obdach. Wie blicken sie auf ihn, die anderen, die Lehrerin Alba, die Kolleginnen? Dauernd bestellt er neue Matratzen, schickt alte zurück. Plötzlich steht der Spediteur in seiner Wohnung.

## Hintergrund
Das von Thomas Empl und Florian Schmitz verfasste Drehbuch basiert auf einer Erzählung von Thomas Empl, die 2021 im Erzählungsband „Ausbruch“ im Kölner Verlag Parasitenpresse erschienen ist.
Das Projekt wurde an der Kunsthochschule für Medien Köln produziert, im Frühjahr 2021 fanden die Dreharbeiten statt. Producerinnen waren Sophia Lorena Gamboa und Julia von dem Berge, die Kamera übernahm Martin Paret, das Szenenbild Victoria Shved, das Kostümbild Laura Alapfy. Für den Ton waren Sophie Menacher und Torsten Büttner verantwortlich, für das Sounddesign David Nacke, für die Tonmischung Judith Nordbrock.

## Veröffentlichung
Matratzen wurde am 20. Januar 2022 auf dem 43. Filmfestival Max Ophüls Preis uraufgeführt.

## Auszeichnungen und Nominierungen
- 2022: Max Ophüls Preis: Bester Mittellanger Film (Dotierung: 5000 EURO) (nominiert)[4]
- 2022: Max Ophüls Preis: Publikumspreis Bester Mittellanger Film (Dotierung: 5000 Euro) (nominiert)[4]